# Pachydissus pullus
Pachydissus pullus es una especie de escarabajo longicornio del género Pachydissus, tribu Cerambycini, subfamilia Cerambycinae. Fue descrita científicamente por Holzschuh en 2017.

## Descripción
Mide 26-32 milímetros de longitud.

## Distribución
Se distribuye por Tailandia.